# Marie Dietrich
Marie Dietrich (26. Januar 1868 in Stuttgart oder Weinsberg – 14. Dezember 1939 in Berlin-Schöneweide) war eine deutsche Opernsängerin (Sopran) und Gesangspädagogin.

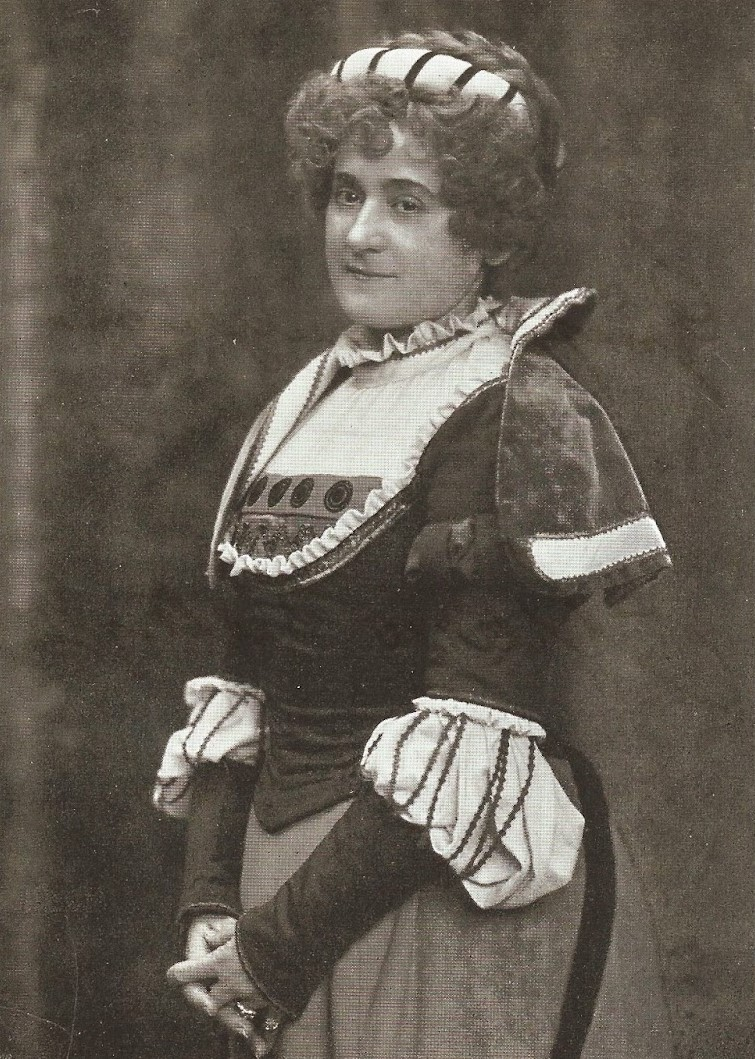
Als Marie in Der Waffenschmied (1907)

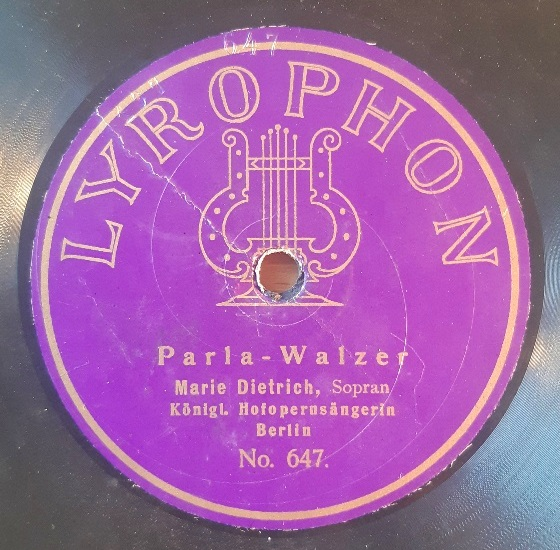
Schallplatte von Marie Dietrich (Berlin 1905)

## Leben
Dietrich begann ihre Gesangsstudien bei Frau Bader in Stuttgart und Ferdinand Jäger. Ursprünglich wollte sie Konzertsängerin werden, als sie aber bei einem Konzert des kaufmännischen Vereins in Göppingen der damalige Hoftheaterintendant hörte, lud er sie zu einem Probesingen ein. Daraufhin wurde sie für drei Jahre ans Hoftheater Stuttgart verpflichtet.
Dort gefiel sie, da sie jedoch fühlte, dass ihre Stimme weitere Ausbildung brauchte, nahm sie gleich im ersten Jahr einen dreimonatigen Urlaub und ging nach Paris, um sich bei Pauline Viardot-Garcia weiter ausbilden zu lassen. Da sie gute Fortschritte machte, ging sie auch im zweiten und dritten Jahr nach Paris.
1891 absolvierte sie ein Gastspiel am Hofoperntheater in Wien als „Rosine“, „Philine“ und „Susanne“ mit solchem Erfolg, dass ihr ein Engagement angeboten wurde. Sie entschied sich jedoch für das Hofoperntheater Berlin, das ihr gleichzeitig einen Vertrag hatte zukommen lassen.
Dort blieb sie bis 1912 (Bühnenabschied August 1912 als „Marie“ im Waffenschmied von Lortzing). Danach wirkte sie als Konzertsängerin und Gesangspädagogin.
Sie war eine ganz vortreffliche Koloratursängerin, deren technische Fertigkeit ganz besonders gerühmt wurde, gleichwie die perlende Leichtflüssigkeit ihrer Passagen und Fiorituren. Die Stimme, ein modulationsfähiger Sopran von beträchtlichem Umfang, zeichnete sich durch ungemein sympathisch berührende Klangfarbe und frischen Wohllaut aus. Besonders gut lagen ihr humoristische Rollen.
Marie Dietrich starb 1939 in Berlin. Ihr nicht erhaltenes Grab befand sich auf einem der Friedhöfe vor dem Halleschen Tor. Auf welchem genau, ist nicht bekannt.
Die Stimme von Marie Dietrich ist erhalten durch Aufnahmen für G&T (Berlin 1903-07, darunter vollständige Fledermaus), Favorite (Berlin 1904), Lyrophon (Berlin 1905), Homophon (Berlin 1906-07), Odeon (Berlin 1906-09, hier Nedda im vollständigen Bajazzo), Beka (Berlin 1906) und Gramophone (Berlin 1908-12, darunter vollständige Carmen), dazu Edison-Walzen (Berlin 1904). Auf den Grammophon-Platten 43 443, 444, 446 und 453 sind sowohl Arien (Regimentstochter, Marta) als auch Lieder zu hören.